# Matej Kocjan - Koco
Matej Kocjan - Koco, stripovski avtor, ilustrator in likovni pedagog, * 3. december 1978, Koper.
Iztok Sitar ga je v Zgodovini slovenskega stripa umestil v tretjo generacijo slovenskih stripovskih avtorjev, ki izhajajo iz kroga okoli revije Stripburger. Tam je leta 1998 začel objavljati krajše stripe in recenzije. Bil je tudi član njenega uredništva do leta 2003. Kot recenzent je z Igorjem Prasslom sodeloval pri oddaji Stripofilija (1999–2002) na Radiu študent.
Je slogovno precej raznolik avtor, ki je prešel od zgodnjih izrazito formalistično-eksperimentalnih stripov v tehniki praskanke (skratchboard na prosojnice) k pripovedno bolj enovitim stripom.
Izdal je tri samostojne albume: Pagatovo izpoved (2005) »o študentu, ki tik pred koncem študija zaradi preobremenjenosti in stresa preživlja psihično krizo«, Mačka Omarja (2009) o mačku, ki počenja različne vragolije, in Skrivnostni svet elementov (2013), album »o razvoju sodobne kemije in znanstvenikih ter njihovih odkritjih«. Je tudi avtor treh mini albumov: Delikatessen (2003), The Golden Scissors (2004) in The Goat (2007). Krajše stripe je objavljal tako v Sloveniji (Antena, Apokalipsa, Mladina, Ciciban, Pil …) kot v tujini (Drozophile, Quadrado, La Boite d'Aluminium ...). Ilustriral je Delovo Sobotno prilogo (2006–08), občasno pa sodeluje tudi z nekaterimi slovenskimi knjižnimi založbami. Zaradi sodelovanja pri projektu stripov po motivih s panjskih končnic Honey talks je pričel slikati serije sodobnih panjskih končnic, ki so dostopne na blogu Koco's mind.
Živi in ustvarja v Povirju na Krasu.

## Samostojne stripovske in druge izdaje
- Delikatessen, samozaložba, 2003
- Kocov strip, Obalne galerije Piran, 2004
- Pagatova izpoved, zbirka Republika Strip, Stripburger / Forum Ljubljana, 2005
- Maček Omar (skupaj s Špelo Oberstar), Stripburger / Forum Ljubljana, 2009
- Skrivnostni svet elementov, Stripburger / Forum Ljubljana, 2013

## Objave stripov v časopisih, revijah in drugih publikacijah
- Ko sem tiho, Stripburger, št. 19, september 1998
- Ikonografski motiv prešanega Kristusa, Stripburger, št. 20, december 1998
- She called me, XXX(Strip)burger, avgust 1999
- Mr. Drummin' Man meets Mr. Motorico, Stripburger, št. 25, november 1999
- Peace, Break 21, 1999,
- Untitled, Break 21, 2000
- Srečno novo leto, Stripburger, št. 26, maj 2000
- The snail, Stripburger, št. 27, oktober 2000
- A Tale From The Face, Drozophile, št. 5, Švica, 2001
- It's not virtuosity, Break 21, 2001
- Magic Bus, Stripburger, št. 29, maj 2001
- Krst pri Savici, Stripburek - strip iz drugačne Evrope, 2001
- Il Cervellone no light, Stripburger, št. 31, december 2001
- Evropski strip bazar 2002 (soavtorja Andreja Kladnik in Olmo Omerzu), Stripburger, št. 32, marec 2002
- Tarzan, Madburger - comics questioning sanity, 2002
- Uredniške štuorjice, Stripburger, št. 34, december 2002
- Fertilizing Culture, Warburger - izdaja posebne protivojne številke Stripburgerja, julij 2003
- Sanje, Stripburger, št. 36, november 2003
- The snail, Quadrado, Portugalska, 2003
- Mož pa žena,  Antena (februar–junij 2004)
- Sve(t)li časi, Stripburger, št. 39, november 2004
- The Golden Scissors, Miniburger – dirty dozen and the lucky 13th, julij 2004
- Znanstvenik Vinko - v epizodi Kulturne razlike, Stripburger,  št. 41, Forum Ljubljana, november 2005
- By the way, Modern Cool Comix – Mococo, La Boite d'Aluminium, 2005
- Superkanta – epizoda 1, Stripburger, št. 44, Forum Ljubljana, november 2006
- Vesela šola – strip in Mini strip tečaj, PIL PLUS, št. 15, 15. december 2006
- Vesela šola – strip in Mini strip tečaj, PIL, št. 1, januar 2007
- The Goat, Honey Talks - Comics inspired by painted beehive panels, Stripburger / Forum Ljubljana, februar 2007
- Superkanta – epizoda 2, Stripburger, št. 45, maj 2007
- Superkanta – epizoda 3, Stripburger, št. 46, oktober 2007
- Pazyl “En kratek umetniški strip”, Strip Bumerang, št. 18, Studio Risar,  letnik 2, maj 2008
- Slovenski klasiki – “Martin Krpan”, Mladina, št. 22,  30. 5. 2008
- Slovenski klasiki – “Človeška ribica”, Mladina, št. 39,  26. 9. 2008
- Slovenski klasiki – “Kje si Kekec?”, Mladina, št. 44, 30. 10. 2008
- Superkanta – epizoda 4, Stripburger, št. 48, junij 2008
- Martin Krpan, Človeška ribica, Kje si Kekec?, Slovenski klasiki v stripu, Stripburger/Forum Ljubljana & Mladina, maj 2009
- Fenomen Aco (soavtor M. Lavrenčič), Stripburger, št. 49, junij 2009
- Podstrešni strip (soavtor M. Lavrenčič), Stripburger, št. 52, november 2009
- Mene-žer 1., Humornik #1, jesen 2009
- Porečanka, Ču ču čaki, Stripburger/Forum Ljubljana, 2010
- Primer, ki je začudil čuvaja; Francoz – stripa po tekstih D. Harmsa, Stripburger, št. 53, maj 2010
- Med s trebuha (pesem M. Boh), Stripburger, št. 54, maj 2010
- Polžev bluz, Stripburger, št. 55, maj 2011
- Žlahtno-žlehtni populizem, Mladina, št. 47–50: 25. 11. – “Dimenzije”; 2. 12. – “Delo”; 9. 12. – “Slovenci”; 16. 12. – “ Energije”, 2011
- Žlahtno-žlehtni populizem, Mladina, št. 1–4: 6. 1. – “Pravična”; 13. 1. – “Mnenja”; 20. 1. – “Živalska”; 27. 1. 2012 – »Mladi«, 2012
- Žlahtno-žlehtni populizem, Mladina, št. 17–22: 26. 4. – “Denar”; 11. 5. – “Prav(d)na”; 18. 5. – “Populist/Konformist”; 25. 5. – “Strokovnjaki”; 1. 6. 2012 – »Potrošniki«
- Good Rockin' Tonight, Podmazzane zgodbe (stripi po literarnih predlogah Mihe Mazzinija), Stripburger/Forum Ljubljana, 2011
- The case that astonished the watchman, Russian avantgarde in comics, Elektrika, 2012
- The Frenchman, Russian avantgarde in comics, Elektrika, 2012
- Virtuously-Vicious Populism, Work 1-3, Workburger, Stripburger/Forum Ljubljana, 2012
- Če imate minutko …, Stripburger, št. 63, maj 2014
- Kometi in voda, Stripburger, št. 65, maj 2014
- Samo Morilski Napadalec, Stripburger, št. 67, maj 2016
- Virtuously-Vicious Populism, Work 1-3, AltCom 2016 WORK Anthology, CBK & Tusen Serier, 2016
- Moj stol, Apokalipsa, št.  209-210, marec/april 2017
- Nedeljski hudički, Apokalipsa, št. 209-210, marec/april 2017
- My Sunday Devils, Stripburger, št. 70, maj 2017

## Animacije
- Možgani na begu (Brains on a run), ideja, animiranje, montaža: Koco, glasba: Rok Oberč, efekti: Rok Oberč, Žiga Aljaž, 4'12'', 2003
- Ti si moja ljubica, režija, animacija, montaža: Matej Kocjan - Koco, glasba: Dani Kavaš, 3'43'', 2004